# Sajonia
Sajonia (en alemán: Sachsen, pronunciado /ˈzaksn̩/ⓘ; en alto sorabo: Sakska), oficialmente llamado Estado Libre de Sajonia (en alemán: Freistaat Sachsen, pronunciado /ˈfʁaɪʃtaːt ˈzaksn̩/), es uno de los 16 estados federados de Alemania. Su nombre oficial tiene origen en la República de Weimar.
Está ubicado en el centro-este del país y limita por el norte con Brandeburgo, por el noroeste con Sajonia-Anhalt, con Turingia por el oeste y toca Baviera en el sur. Además, tiene una frontera, también en el sur, con la República Checa y por el este con Polonia. Ambas se encuentran abiertas desde diciembre de 2007 gracias al Acuerdo de Schengen. Su capital es Dresde.

## División administrativa

### Regiones
Sajonia está dividida administrativamente en tres regiones (Landesdirektion) (Regierungsbezirke), que a su vez están subdivididas en 10 distritos y 3 ciudades-distritos:
1. Chemnitz
2. Dresde
3. Leipzig

Los Regierungsbezirke contienen en total 10 Landkreise (distritos) y tres ciudades-distrito (kreisfreie Städte) definidas así el 1 de agosto de 2008.

Los distritos actuales luego de la reforma de agosto de 2008.

### Distritos
1. Bautzen
2. Erzgebirge
3. Görlitz
4. Leipzig
5. Meißen
6. Sajonia Central
7. Sajonia Septentrional
8. Suiza Sajona-Montes Metálicos Orientales
9. Vogtlandkreis
10. Zwickau

### Ciudades-distrito
Las tres ciudades-distrito son:
1. Chemnitz (C)
2. Dresde (DD)
3. Leipzig (L)

### Las mayores ciudades
Las ciudades mayores por su número de habitantes son Leipzig, Dresde y Chemnitz. Zwickau perdió en 2003 su estatus de Ciudad Grande debido a la disminución de la población. Se lo había otorgado el Estado Federal con anterioridad cuando superó la barrera de los 100.000 habitantes. Esta ciudad, Zwickau, perdió también el 1 de agosto de 2008 el título de ciudad-distrito. La capital Dresde y la mayor ciudad de Sajonia, Leipzig, perdieron también muchos habitantes en los primeros años tras la reunificación alemana, más que nada debido a la migración interna tras haber pertenecido a la RDA durante más de ocho lustros.
| Ciudad                 | Distrito                                 | Habitantes 31 de diciembre de 2000 | Habitantes 31 de diciembre de 2007 | Cambio en porcentaje |
| ---------------------- | ---------------------------------------- | ---------------------------------- | ---------------------------------- | -------------------- |
| Leipzig                | ciudad-distrito                          | 493.208                            | 510.512                            | +3,51                |
| Dresde                 | ciudad-distrito                          | 477.807                            | 507.513                            | +6,22                |
| Chemnitz               | ciudad-distrito                          | 259.246                            | 244.951                            | −5,84                |
| Zwickau                | Zwickau                                  | 103.008                            | 95.841                             | −7,49                |
| Plauen                 | Vogtland                                 | 71.543                             | 67.613                             | −5,81                |
| Görlitz                | Görlitz                                  | 61.599                             | 56.724                             | −8,59                |
| Freiberg               | Sajonia Central                          | 45.428                             | 42.364                             | −7,23                |
| Bautzen / Budyšin      | Bautzen                                  | 43.353                             | 41.364                             | −4,81                |
| Hoyerswerda / Wojerecy | Bautzen                                  | 50.203                             | 40.294                             | −24,59               |
| Pirna                  | Suiza Sajona-Montes Metálicos Orientales | 42.108                             | 39.438                             | −6,77                |
| Freital                | Suiza Sajona-Montes Metálicos Orientales | 40.129                             | 39.176                             | −2,43                |
| Riesa                  | Meißen                                   | 39.367                             | 35.508                             | −10,87               |
| Radebeul               | Meißen                                   | 32.246                             | 33.300                             | +3,27                |
| Zittau                 | Görlitz                                  | 27.454                             | 29.361                             | +6,95                |
| Meißen                 | Meißen                                   | 29.398                             | 27.856                             | −5,54                |
| Delitzsch              | Sajonia Septentrional                    | 26.331                             | 27.181                             | +3,23                |
| Limbach-Oberfrohna     | Zwickau                                  | 27.552                             | 26.254                             | −4,94                |
| Glauchau               | Zwickau                                  | 27.285                             | 25.357                             | −7,60                |
| Markkleeberg           | Leipziger                                | 23.157                             | 24.021                             | +3.73                |
| Werdau                 | Zwickau                                  | 26.077                             | 23.565                             | −10,66               |

## Geografía

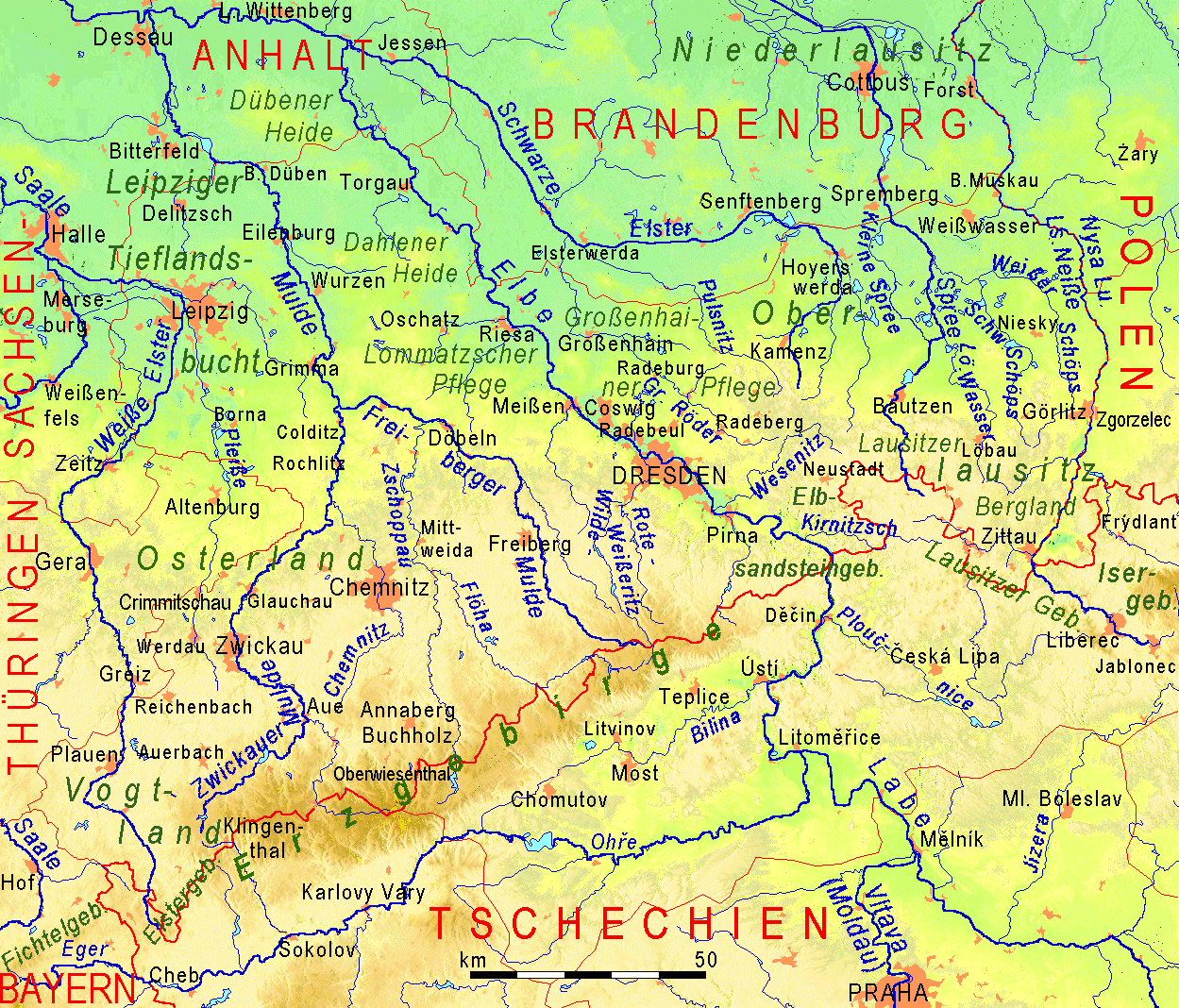
Las ciudades, paisajes y ríos más importantes de Sajonia.

La división geográfica alemana hace del Estado Libre de Sajonia el Land más al este del país.
Topográficamente el Estado puede ser dividido en llanura, sistema montañoso de altitud media y regiones con colinas.
El valle de Leipzig (Leipziger Tieflandsbucht) al sur de la ciudad y el norte de Oberlausitz conforman las llanuras. Las dos regiones se caracterizan por los depósitos del Paleoceno y del periodo glacial. Además los valles fluviales y los yacimientos de lignito marcan estas llanuras.
Las regiones con colinas (Mittelsächsisches Hügelland) más al sur tienen amplios yacimientos de loess y la alta calidad del suelo en la región se debe a la morrena. El sistema montañoso de altitud media (sächsischen Mittelgebirge), el cual va del oeste al este, tiene límites muy imprecisos. En el suroeste alcanza el Vogtland bávaro.
La frontera meridional la forman los Montes Metalíferos (Erzgebirge). La altura va disminuyendo del oeste al este, por lo cual la elevación más alta de Sajonia, el Fichtelberg (1215m), pertenece a los Montes Metalíferos. Al sur de las fronteras del estado con la República Checa, los mencionados montes pierden altitud y terminan en el valle de Egertalgraben. Al norte de los montes se encuentra la Reserva Natural Erzgebirge/Vogtland. Más al este, el Elba atraviesa la cordillera y forma en el terreno el Elbsandsteingebirge. El límite norte del valle del Elba forma la fractura de Lusacia Lausitzer Verwerfung, la cual es la frontera de la cordillera de Lusacia Lausitzer Gebirge que va hasta la República Checa.
Otra posible división de Sajonia es la hidrografía. El único y más importante río navegable es el Elba. Atraviesa el Estado del sureste al noroeste. El Mulde, el Weißeritz, el Zschopau, el Weiße Elster y el Spree son sus afluentes y pertenecen por lo tanto al sistema del Elba. Solo el extremo Este pertenece a otra cuenca, la del río Neisse, afluente del Oder, que forma la frontera con Polonia.

## Demografía

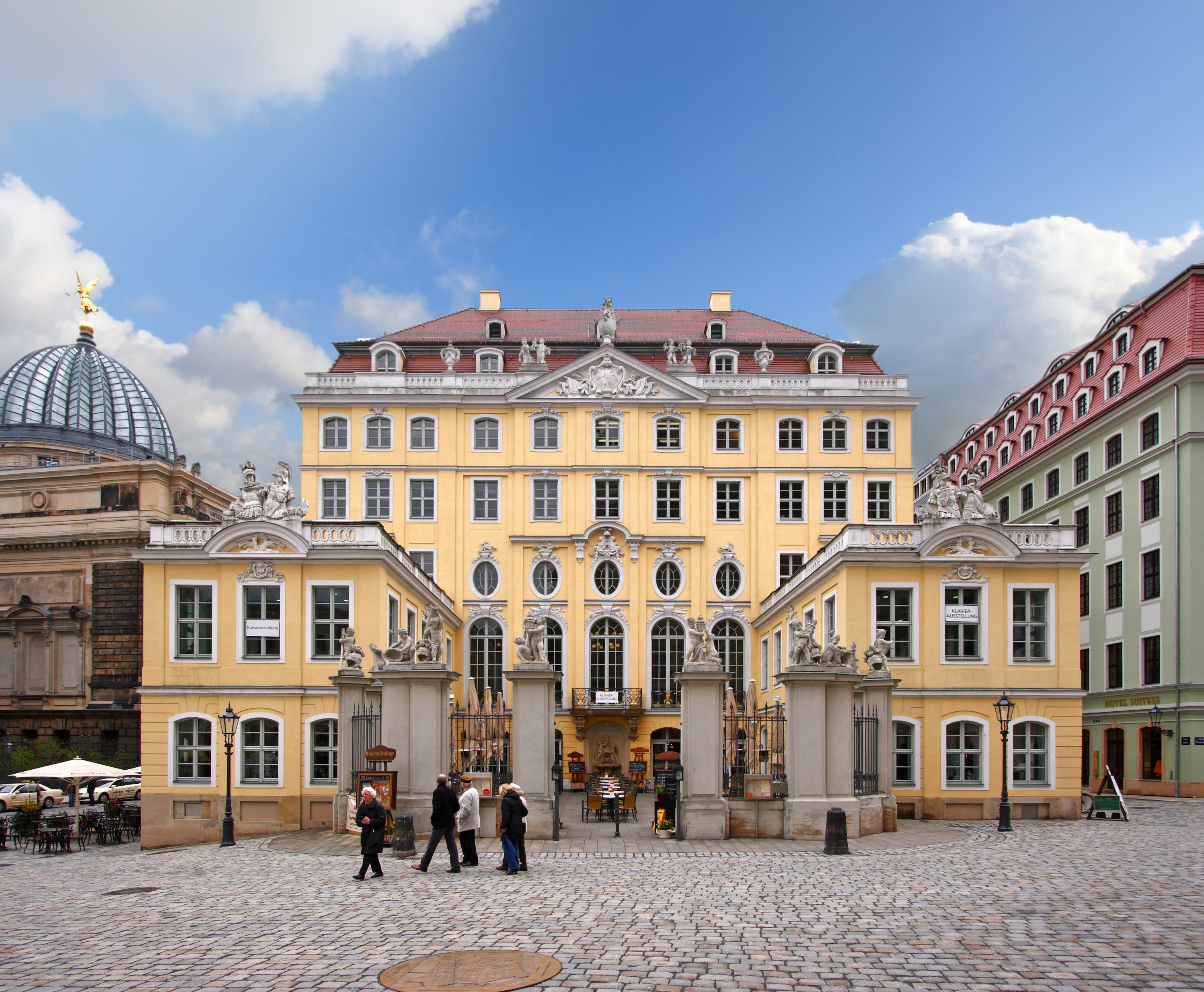
Dresde.

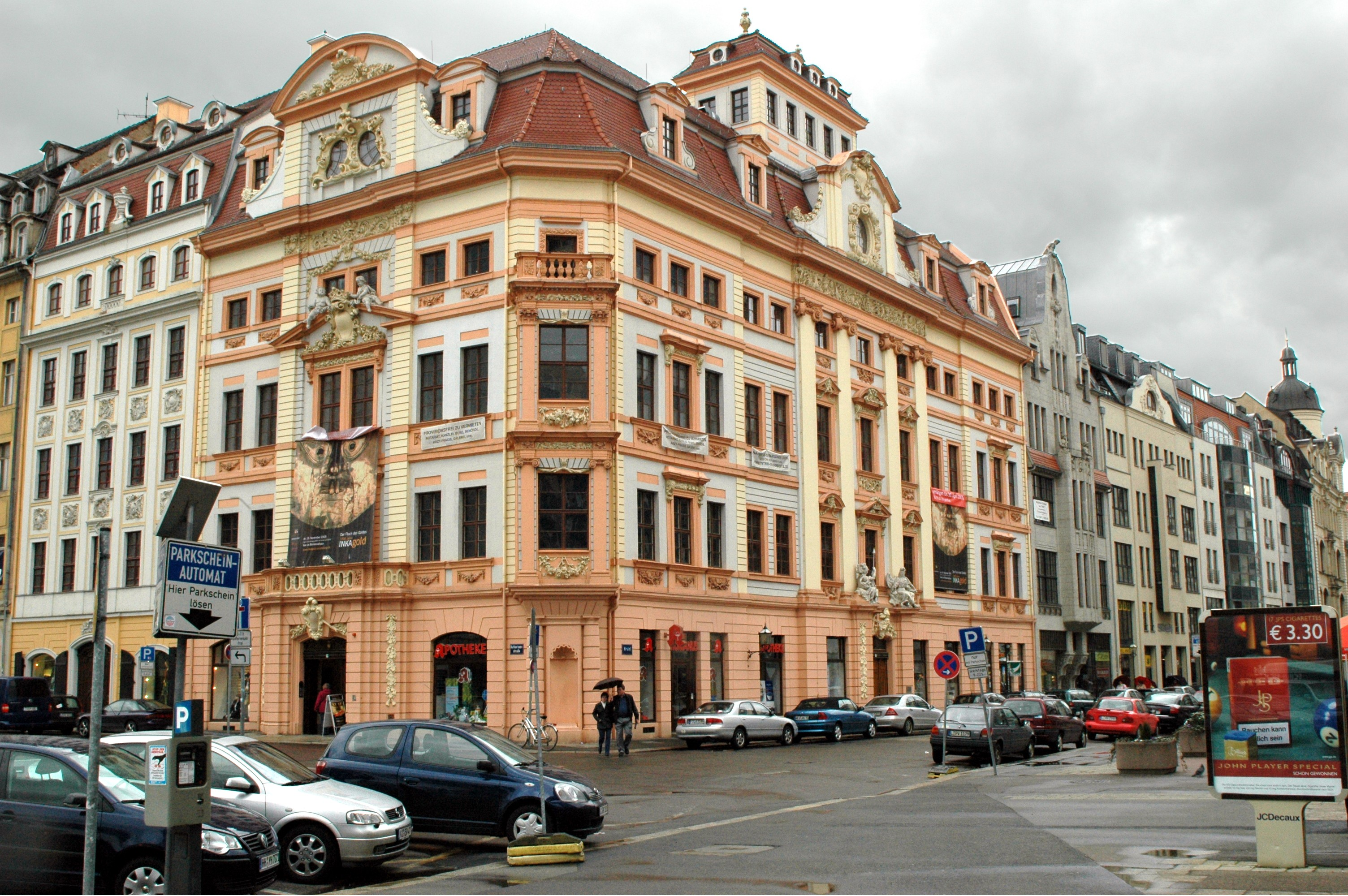
Leipzig.

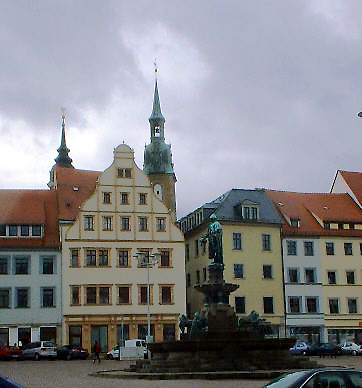
Freiberg.

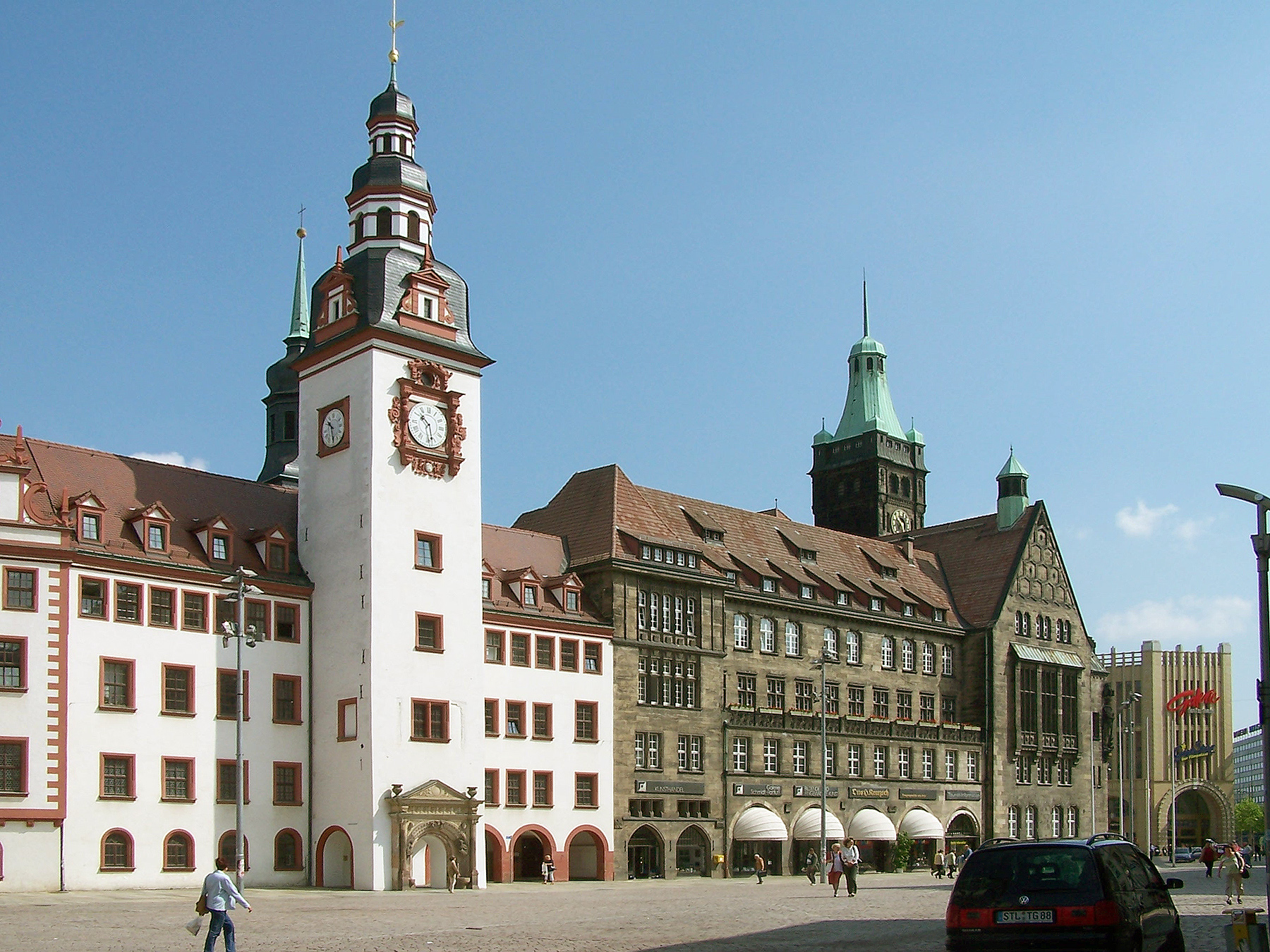
Chemnitz.

El desarrollo demográfico en Sajonia desde 1905:
| Año  | Habitantes |
| ---- | ---------- |
| 1905 | 4.508.601  |
| 1946 | 5.558.566  |
| 1950 | 5.682.802  |
| 1964 | 5.463.571  |
| 1970 | 5.419.187  |
| 1981 | 5.152.857  |
| 1990 | 4.764.301  |
| 1995 | 4.566.603  |

| Año  | Habitantes |
| ---- | ---------- |
| 2000 | 4.425.581  |
| 2001 | 4.384.192  |
| 2002 | 4.349.659  |
| 2003 | 4.321.437  |
| 2004 | 4.296.284  |
| 2005 | 4.273.754  |
| 2006 | 4.249.774  |
| 2007 | 4.220.200  |
| 2014 | 4.055.000  |

El promedio de hijos por mujer en Sajonia fue de 1,342 en 2006, lo cual está por encima del promedio alemán de 1,333. Así, Sajonia es el único Estado de la antigua RDA con un promedio más alto que el de Alemania. Desde la reunificación en 1990, la población en Sajonia ha disminuido en más de 600.000 habitantes, debido a la migración interna y pocos nacimientos.

## Historia
Sajonia tiene una larga historia como un ducado, un electorado del Sacro Imperio Romano Germánico (el Electorado de Sajonia), y finalmente como un reino (el Reino de Sajonia). En 1918, después de la derrota de Alemania en la Primera Guerra Mundial, su monarquía fue derrocada y se estableció una forma republicana de gobierno bajo su actual nombre. El estado se dividió en unidades menores durante el gobierno comunista (1949-1989), pero se reestableció el 3 de octubre de 1990 con la reunificación de Alemania.

### Edad Antigua
En la Antigüedad, el territorio de Sajonia fue lugar de asentamiento de algunos de los más grandes templos monumentales de la Europa central, que se remontan al siglo V a. C. Se han descubierto destacados yacimientos arqueológicos en Dresde y las localidades de Eythra y Zwenkau cerca de Leipzig. La presencia eslava y germana en el territorio de lo que hoy en Sajonia se cree que comenzó en el siglo I a. C.
Partes de Sajonia estuvieron posiblemente bajo el control del rey germano Marbod durante la época romana. Para finales del período romano, surgieron varias tribus conocidas como "sajones", de quienes tomaron su nombre las entidades posteriores. Para los orígenes de las tribus sajonas, véase sajones.

### Ducado de Sajonia

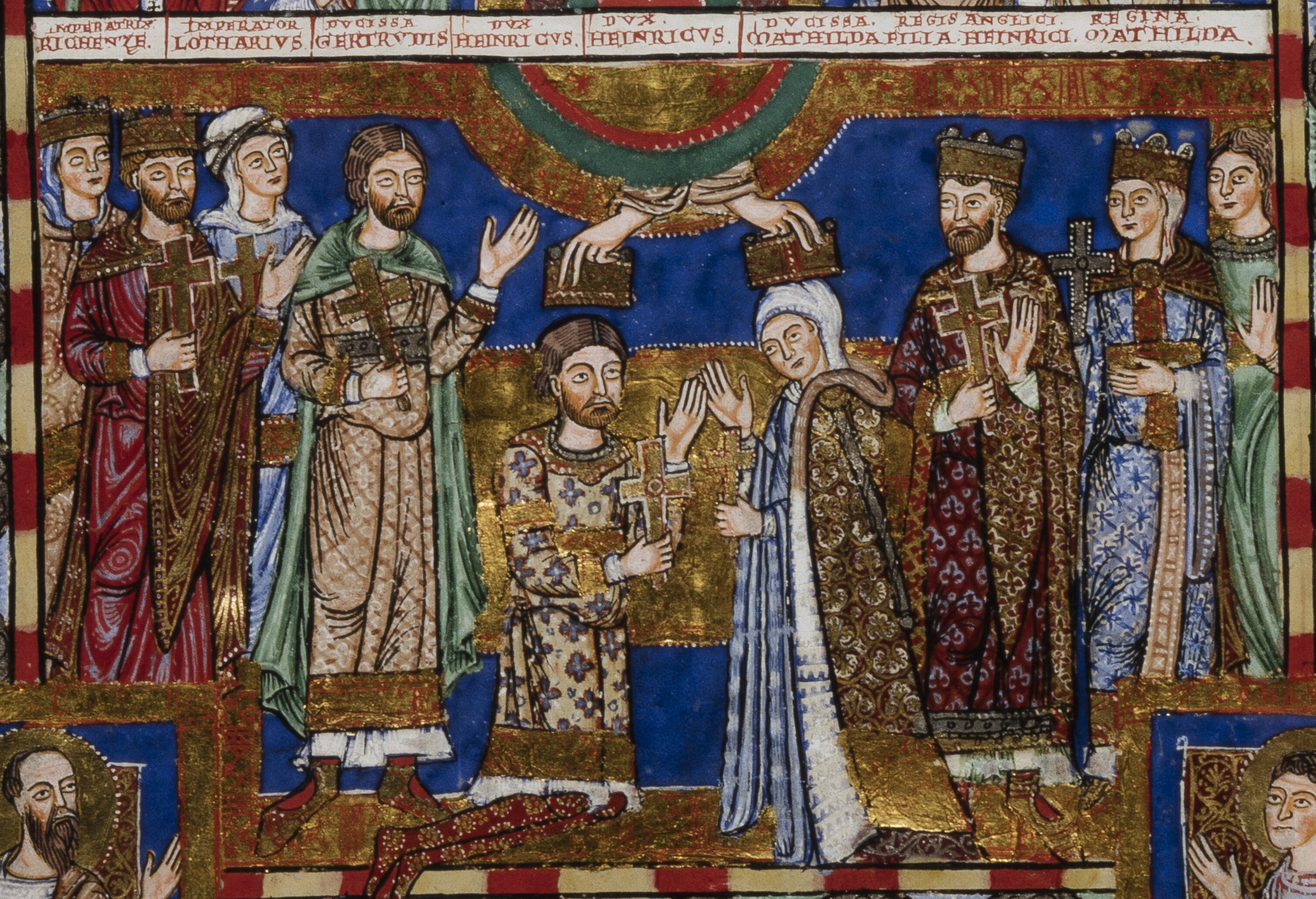
Enrique el León (con su esposa Matilde de Inglaterra, duquesa de Sajonia) es coronado como duque de Sajonia

El primer ducado de Sajonia medieval fue un "ducado raíz carolingio", que surgió alrededor de comienzos del siglo VIII y creció hasta incluir la mayor parte de lo que hoy es Alemania septentrional, en lo que ahora son los modernos estados alemanes de Bremen, Hamburgo, Baja Sajonia, Renania del Norte-Westfalia, Schleswig-Holstein y Sajonia-Anhalt. Los sajones se convirtieron al cristianismo en este período.[cita requerida]
Los sajones se enfrentaron a la presión de los francos de Carlomagno y al mismo tiempo se enfrentaron a un avance hacia Occidente de los eslavos. El territorio del Estado Libre de Sajonia, llamado Serbia Blanca estuvo, desde el siglo V, poblado por eslavos antes de ser conquistado por los germanos, esto es, sajones y turingios. Un legado de este período es la población sorbia en Sajonia. Las partes orientales de lo que es actualmente Sajonia estuvieron gobernadas por Polonia entre 1002 y 1032 y por Bohemia desde 1293.

### Sacro Imperio Romano Germánico
El territorio del Estado Libre de Sajonia se convirtió en parte del Sacro Imperio Romano Germánico en el siglo X, cuando los duques de Sajonia fueron también reyes (o emperadores) del Sacro Imperio Romano Germánico, incluida la dinastía otoniana o sajona. Aproximadamente en esta época, los Billung, una noble familia sajona, recibió extensos campos en Sajonia. El emperador con el tiempo les dio el título de duques de Sajonia. Después de la muerte del duque Magnus en 1106, lo que causó la extinción de la línea masculina de los Billung, la supervisión del ducado fue entregada a Lotario de Supplinburgo, que también se convirtió en emperador durante un breve período de tiempo.
En 1137, el control de Sajonia pasó a la dinastía güelfa, descendientes de Wulfhild Billung, hija mayor del último duque Billung, y la hija de Lotario de Supplinburgo. En 1180 amplias porciones al oeste del río Weser fueron cedidas a los obispos de Colonia, mientras que algunas de las partes centrales entre el Weser y el Elba permanecieron con los güelfos, convirtiéndose más adelante en el ducado de Brunswick-Luneburgo. El resto de las tierras orientales, junto con el título de duque de Sajonia, pasaron a la dinastía ascania (descendiente de Eilika Billung, la hermana menor de Wulfhild) y fueron divididas en 1260 en dos estados pequeños: Sajonia-Lauenburgo y Sajonia-Wittenberg. El primer estado también fue llamado Baja Sajonia, el segundo Alta Sajonia, de ahí los nombres posteriores de los dos círculos imperiales Sajonia-Lauenburgo y Sajonia-Wittenberg. Ambos reclamaban para sí el privilegio electoral sajón, pero la Bula de Oro de 1356 aceptó sólo la pretensión de Wittenberg, y a pesar de ello Lauenburgo siguió manteniendo su pretensión. En 1422, cuando la línea electoral sajona de los ascanios se extinguió, el ascanio Erico V de Sajonia-Lauenburgo intentó reunir los ducados sajones.
Sin embargo Segismundo, rey de romanos, ya había entregado al margrave Federico IV el Belicoso de Meissen (Casa de Wettin) una expectativa del electorado sajón para remunerar su appoyo militar. El 1 de agosto de 1425 Segismundo enfeudó al wettiniano Federico como príncipe-elector de Sajonia, a pesar de las protestas de Erico V. Así los territorios sajones siguieron estando separados de forma permanente. El Electorado de Sajonia fue entonces fusionado con el mucho mayor Margraviato de Meissen wettiniano, sin embargo usando el nombre de mayor rango Electorado de Sajonia e incluso el blasón ascanio para toda la monarquía. Así Sajonia pasó a incluir Dresde y Meissen. En los siglos XVIII y XIX Sajonia-Lauenburgo fue llamada coloquialmente el ducado de Lauenburgo, que en 1876 se fusionó con Prusia como el distrito del Ducado de Lauenburgo.

### Fundación del segundo estado sajón

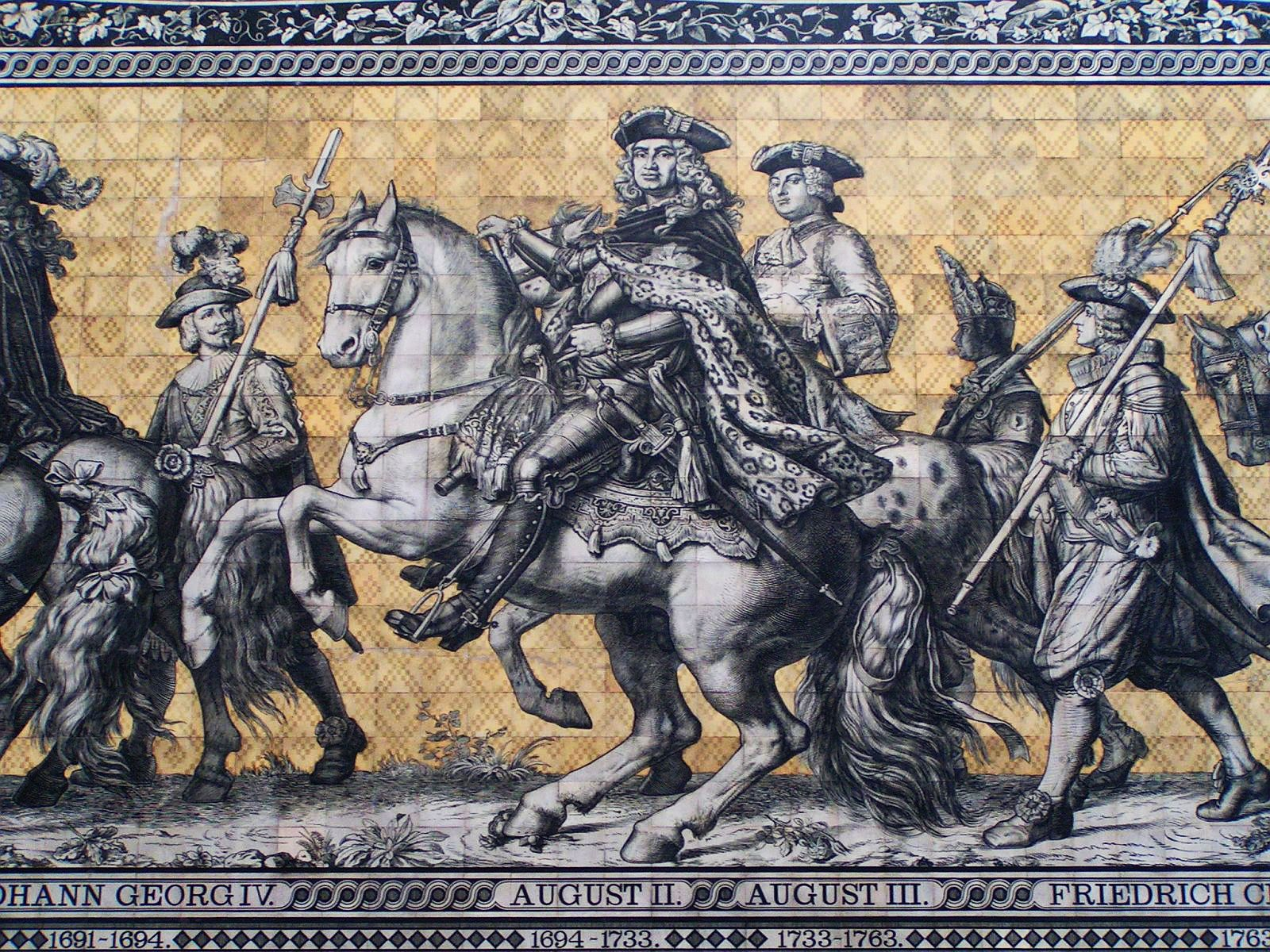
Los electores de Sajonia de finales del y, representados en un friso en el muro exterior del palacio de Dresde

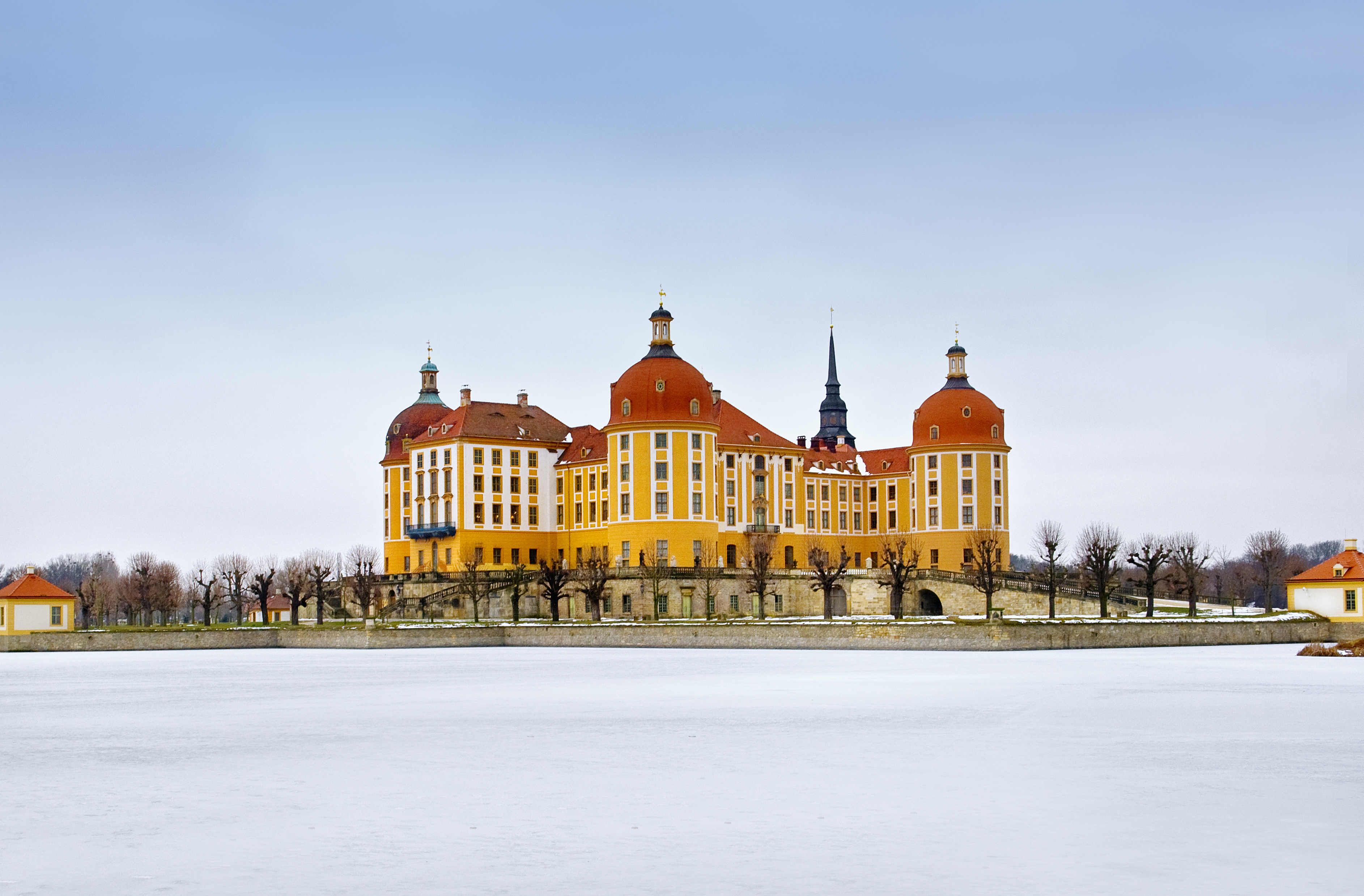
En Sajonia se encuentran numerosos castillos, como el palacio de Moritzburg al norte de Dresde

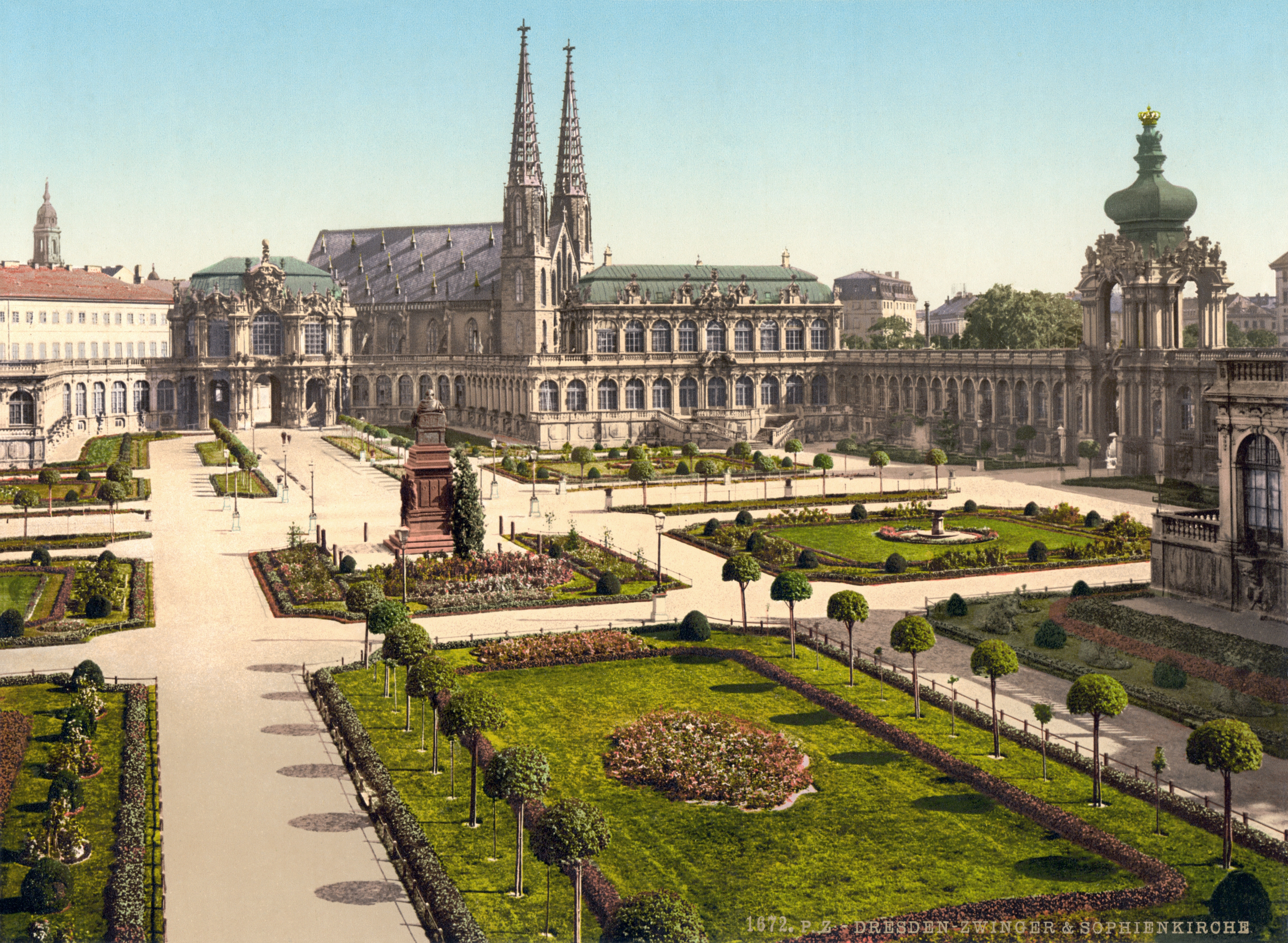
Zwinger en Dresde, 1895

Sajonia-Wittenberg, en la moderna Sajonia-Anhalt, se convirtió en súbdito del margraviato de Meissen, gobernada por la dinastía Wettin en 1423. Esta estableció un nuevo y poderoso estado, ocupando amplias proporciones del actual Estado Libre de Sajonia, Turingia, Sajonia-Anhalt y Baviera (Coburgo y sus alrededores). Aunque el centro de este estado estaba lejos al sudeste de la anterior Sajonia, pasó a ser conocida como Alta Sajonia y luego simplemente Sajonia, mientras los anteriores territorios sajones fueron a partir de entonces conocidos como Baja Sajonia.
En 1485, Sajonia fue dividida. Una línea colateral de los príncipes de Wettin recibieron más tarde Turingia y fundaron varios pequeños estados allí (véase los ducados ernestinos). El estado sajón restante aún se hizo más poderoso y fue conocido en el siglo XVIII por sus logros culturales, aunque era políticamente más débil que Prusia y Austria, estados que oprimían a Sajonia desde el norte y el sur respectivamente.
Entre 1697 y 1763, los electores de Sajonia fueron también elegidos reyes de Polonia en una unión personal.
En el siglo XVIII Sajonia participó en la guerra de los Siete Años al lado de Austria, Francia, Rusia, Suecia y España, contra Hannover y la Prusia de Federico II el Grande. Federico II optó por un ataque preventivo e invadió Sajonia en agosto de 1756, precipitando la guerra de los Siete Años. Los prusianos rápidamente derrotaron a Sajonia e incorporaron el ejército sajón al prusiano. A finales de la guerra de los Siete Años, Sajonia de nuevo se convirtió en un estado independiente, aunque con un tamaño considerablemente reducido.

### Sajonia en los siglosXIXyXX

#### SigloXIX
En 1806, el emperador francés Napoleón abolió el Sacro Imperio Romano Germánico y estableció el Electorado de Sajonia como un reino a cambio de apoyo militar. El elector Federico Augusto III se convirtió así en rey Federico Augusto I de Sajonia. Federico Augusto permaneció leal a Napoleón durante las guerras que barrieron Europa en los años siguientes; fue hecho prisionero y sus territorios declarados perdidos por los aliados en 1813, después de la derrota de Napoleón. Prusia pretendió la anexión de Sajonia pero la oposición de Austria, Francia y el Reino Unido a este plan dio como resultado la restauración de Federico Augusto en el trono en el Congreso de Viena aunque se vio obligado a ceder la parte septentrional del reino a Prusia. Estas tierras se convirtieron en la provincia de Sajonia prusiana, ahora incorporada en el moderno estado de Sajonia-Anhalt excepto la parte más occidental alrededor de Bad Langensalza ahora en el de Turingia. También la Baja Lusacia pasó a formar parte de la provincia de Brandeburgo y el extremo nororiental de la Alta Lusacia se convirtió en parte de la provincia de Silesia. El resto del reino de Sajonia era aproximadamente idéntica con el actual estado federal, aunque ligeramente más pequeño.
Mientras tanto, en 1815, la parte meridional de Sajonia, ahora llamada "Estado de Sajonia" se unió a la Confederación Germánica. (Esta Confederación Germánica no debe confundirse con la Confederación Alemana del Norte mencionada más abajo.) En la política de la Confederación, Sajonia fue ensombrecida por Prusia. El rey Antonio de Sajonia ascendió al trono de Sajonia en 1827. Poco después, las presiones liberales en Sajonia ascendieron y estalló una rebelión en 1830 —un año de revoluciones en Europa—. La revolución en Sajonia dio como resultado una constitución para el Estado de Sajonia que sirvió como la base de su gobierno hasta 1918.
Durante las revoluciones constitucionalistas en Alemania en 1848-49, Sajonia se convirtió en semillero de revolucionarios, con anarquistas como Mijaíl Bakunin y demócratas incluyendo a Richard Wagner y Gottfried Semper interviniendo en el alzamiento de mayo en Dresde en 1849. (Escenas de la participación de Richard Wagner en el alzamiento de mayo de 1849 en Dresde se representa en la película de 1983 Wagner con Richard Burton protagonizando al compositor.) El alzamiento de mayo en Dresde forzó al rey Federico Augusto II de Sajonia a hacer más concesiones reformistas al gobierno sajón.
En 1854 el hermano de Federico Augusto, el rey Juan de Sajonia, le sucedió en el trono. Un estudioso, el rey Juan tradujo a Dante. El rey Juan siguió una política federalista y proaustriaca a principios de la década de los años 1860 hasta el estallido de la guerra austro-prusiana. Durante la guerra, tropas prusianas cruzaron Sajonia sin resistencia y luego invadieron la Bohemia austriaca (hoy checa). Después de la guerra, Sajonia se vio obligada a pagar una indemnización y a unirse a la Confederación Alemana del Norte en 1867. Bajo los términos de la Confederación Alemana del Norte, Prusiana asumió el control del sistema postal sajón, sus ferrocarriles, el ejército y la política exterior. En la guerra franco-prusiana de 1870, tropas sajonas combatieron junto a las tropas prusianas y otras tropas alemanas contra Francia. En 1871, Sajonia se unió al recientemente formado Imperio alemán.

#### SigloXX
El primer Freistaat Sachsen se formó en 1918 tras la abdicación del rey Federico Augusto III de Sajonia el 13 de noviembre de 1918 y la disolución del Reino de Sajonia. Sajonia, que seguía siendo un estado constitutivo de Alemania (República de Weimar), se convirtió en el Estado Libre de Sajonia bajo una nueva constitución promulgada el 1 de noviembre de 1920.

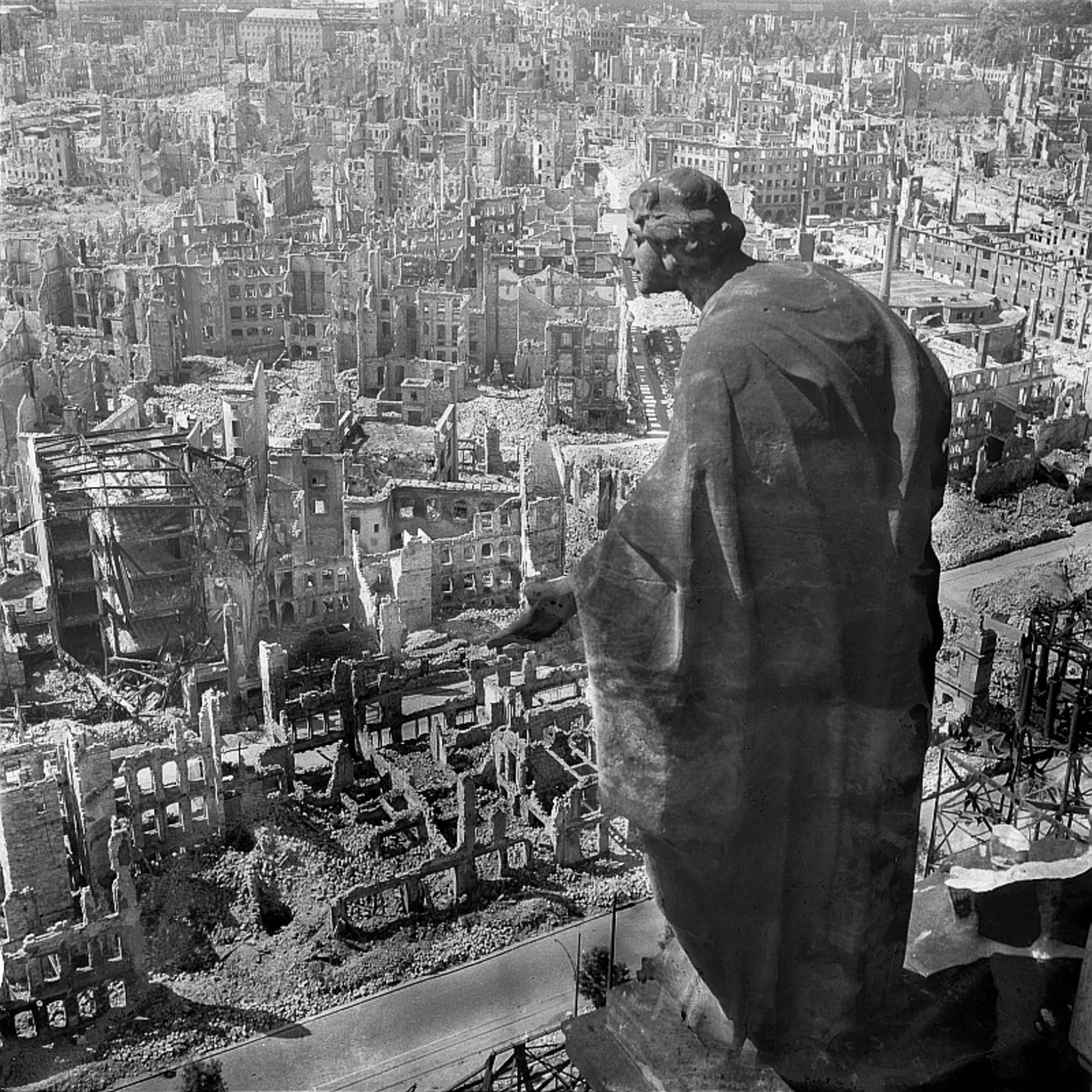
Dresde en ruinas. Después de la SGM, más del 90% del centro de la ciudad quedó destruido.

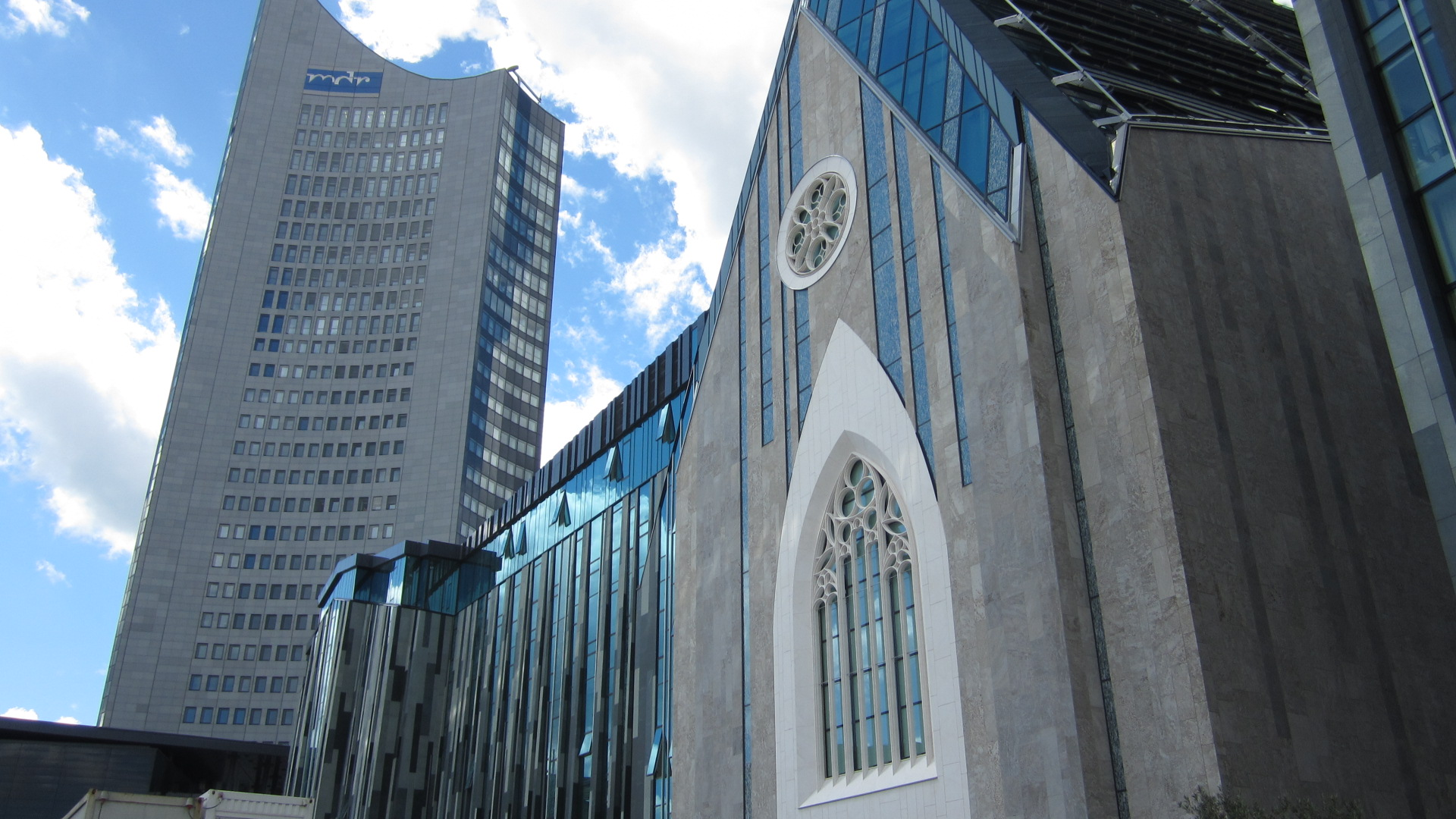
Arquitectura moderna en la Universidad de Leipzig

En octubre de 1923 el gobierno federal bajo el canciller Gustav Stresemann derribó a la legalmente elegida coalición gubernamental SPD-comunista en Sajonia. El estado mantuvo su nombre y fronteras durante la época nazi como un Gau, pero perdió su estatus cuasi-autónomo y su democracia parlamentaria.
Conforme la Segunda Guerra Mundial se acercaba a su fin, las tropas estadounidenses al mando del general Patton ocuparon la parte occidental de Sajonia en abril de 1945, mientras que tropas soviéticas ocupaban la parte oriental. Ese verano, todo el estado fue entregado a las fuerzas soviéticas como se había acordado en el protocolo de Londres de septiembre de 1944. El Reino Unido, los Estados Unidos y la URSS negociaron entonces el futuro de Alemania en la conferencia de Potsdam. Según los acuerdos de Potsdam, todo el territorio alemán al este de la línea Oder-Neisse se anexionaría a Polonia y la URSS y, a diferencia de lo ocurrido tras la Primera Guerra Mundial, las potencias anexionistas podían expulsar a los habitantes. En los siguientes tres años, Polonia y Checoslovaquia expulsaron a la fuerza a personas de habla alemana de sus territorios, y algunos de ellos acabaron en Sajonia. Solo una pequeña zona de Sajonia que quedaba al este del río Neisse y que se centraba alrededor de la ciudad de Reichenau (hoy llamada Bogatynia), fue anexionada a Polonia. La Administración Militar Soviética en Alemania (SVAG) fusionó esa pequeña parte de la Provincia de Baja Silesia prusiana que seguía en Alemania con Sajonia.[cita requerida]
El Land Sachsen se creó en 1945 como parte de la zona soviética de la República de Weimar en los territorios del antiguo Freistaat Sachsen y la provincia de Silesia hasta el oeste del Neisse.
El 20 de octubre de 1946, la SVAG organizó elecciones para el parlamento del estado sajón (Landtag), pero muchas personas fueron arbitrariamente excluidas de las candidaturas o del voto, y la Unión Soviética apoyó descaradamente al Partido Socialista Unificado de Alemania (SED). El nuevo ministro-presidente Rudolf Friedrichs (SED), había sido miembro del Partido Socialdemócrata de Alemania (SPD) hasta abril de 1946. Conoció a sus colegas bávaros en la zona de ocupación estadounidense en octubre de 1946 y mayo de 1947, pero murió repentinamente en misteriosas circunstancias al mes siguiente. Le sucedió Max Seydewitz, un fiel seguidor de Stalin.[cita requerida]
La República Democrática Alemana (Alemania oriental), incluyendo Sajonia, se estableció en 1949 en la zona de ocupación soviética, convirtiéndose en un estado constitucionalmente socialista, parte del COMECON y el pacto de Varsovia, bajo el liderazgo del SED.
En 1952 se disolvió el Estado Libre de Sajonia (Land Sachsen) y se dividió en tres distritos de la República Democrática Alemana: Leipzig, Dresde y Chemnitz, luego renombrado en Karl-Marx-Stadt. También zonas alrededor de Hoyerswerda formaron parte del de Cottbus.
Este Land Sachsen se volvió a crear tras la Reunificación alemana por ley del 22 de julio de 1990, con las fronteras ligeramente cambiadas. Además de la antiguamente zona silesia de Sajonia, que en su mayor parte se incluyó en el territorio de la nueva Sajonia, el estado libre obtuvo más áreas al norte de Leipzig que habían pertenecido a Sajonia-Anhalt hasta 1952. Originalmente la ley debería haber entrado en vigor el 14 de octubre de 1990, pero tras la revisión del 13 de septiembre de 1990, esta entró en vigor el 3 de octubre de 1990, el día de la reunificación alemana, donde todos los Estados que formaban la RDA se adjuntaron a la República Federal de Alemania. Desde ese entonces, el Land Sachsen se volvió a llamar Freistaat Sachsen y la constitución alemana (Grundgesetz) entró en vigor.

## Cultura
| Religión en Sajonia - 2011     |                                |  |        |        |
| Iglesia Evangélica en Alemania | Iglesia Evangélica en Alemania |  | 21.4 % | 21.4 % |
| Iglesia católica               | Iglesia católica               |  | 3.8 %  | 3.8 %  |
| Evangelische Freikirchen       | Evangelische Freikirchen       |  | 0.9 %  | 0.9 %  |
| Iglesia ortodoxa               | Iglesia ortodoxa               |  | 0.3 %  | 0.3 %  |
| Otras religiones               | Otras religiones               |  | 1.0 %  | 1.0 %  |
| No afiliados                   | No afiliados                   |  | 72.6 % | 72.6 % |

La mayoría de los sajones es atea[cita requerida] Los sajones gozan de políticas laicistas y tienen plena libertad para escoger credo. La Iglesia evangélica tiene la mayor cantidad de fieles en la mayoría de pueblos y ciudades. Además hay un sinnúmero de Iglesias Independientes (Freikriche), comunidades judías y musulmanas, aunque con una menor cantidad de adeptos.[cita requerida]
Los equipos de fútbol profesionales del estado son el Dinamo Dresde, RB Leipzig, FC Erzgebirge Aue y Chemnitzer FC. Sachsenring ha sido sede del Gran Premio de Alemania de Motociclismo, que pertenece al Campeonato Mundial de Motociclismo.

## Política
La CDU es en Sajonia desde la Reunificación alemana el partido político más fuerte y por lo tanto el que designa al primer ministro de Sajonia. Desde 2019 gobierna una coalición de CDU, Alianza 90/Los Verdes y SPD, bajo el primer ministro Michael Kretschmer.
En enero de 2005 hubo un escándalo a nivel nacional en el Landtag de Sajonia, cuando este quiso mantener un minuto de silencio en referencia a las víctimas del Holocausto que murieron en Auschwitz. Congresistas del Partido Nacionaldemócrata (NPD, de ideología neonazi radical) se negaron a hacerlo y abandonaron la sala del Landtag.
En las elecciones federales de 2017 el partido Alternativa para Alemania (AFD) resultó el más votado en la región con un 27% de votos.

## Justicia
El Tribunal Constitucional de Sajonia se encuentra en Leipzig y la Corte Superior en Dresde. En Bautzen se encuentra el Tribunal Superior Administrativo de Sajonia (Sächsischen Oberverwaltungsgerichtes). Además, Leipzig es la sede del Tribunal Superior Administrativo del Estado Federal (Bundesverwaltungsgericht).

## Economía
Sajonia, al igual que la mayor parte de los estados de la ex RDA, ha vivido una dispar progresión económica, si bien la situación ha mejorado globalmente. Muchas fábricas con tecnología retrasada de esa época fueron cerradas y se dejaron de explotar los yacimientos de lignito.
Hoy tiene Sajonia la mejor economía del centro de Alemania, aunque el problema del desempleo no se ha solucionado. Aproximadamente 230.000 personas no tienen trabajo (2012), esto quiere decir que la tasa de desempleo es de 10,8% (2012), mientras que la de Alemania es de 7,2% y la del Este de Alemania (Estados de la ex-RDA) de 11,9%.
La tasa de crecimiento en ciertas industrias de Sajonia está entre el 8% y el 9%, las más altas de Alemania. La tasa de ingresos de los habitantes entre 20-35 años es más alta que el promedio alemán, lo cual indica que Sajonia cada vez más alcanza los valores de riqueza de los estados del oeste. Esto sin embargo se compensa con los bajos ingresos de la población mayor de 40 años. El producto interno bruto de Sajonia era el 85,9% (en 2004) de la media europea.
El rendimiento económico de Sajonia en 2007, medido con el PIB, fue de 93.000 millones de euros.

## Personajes célebres
| - Hans Gunter Lieg (Photografer) - Rene Wagner (Nargaroth) - Robert Schumann - Oskar Schlömilch - Gotthold Ephraim Lessing - Richard Wagner - Johann Sebastian Bach - Till Lindemann - Erich Kästner - Gottfried Leibniz | - Felix Mendelssohn Bartholdy - Karl Liebknecht - Jakob Böhme - Helmut Schön - Sigmund Jähn - Neo Rauch - Michael Ballack - Bill Kaulitz - Tom Kaulitz |